# Pont d'Oye
Pour les articles homonymes, voir Pont (toponyme).
 (août 2023).
Si vous disposez d'ouvrages ou d'articles de référence ou si vous connaissez des sites web de qualité traitant du thème abordé ici, merci de compléter l'article en donnant les références utiles à sa vérifiabilité et en les liant à la section « Notes et références ».
Le Pont-d'Oye est un lieu-dit de la commune belge de Habay situé en Région wallonne dans la province de Luxembourg, à la lisière de la forêt d'Anlier et en bordure de la Rulles. Il fait partie de la section de Habay-la-Neuve.

## Origines du domaine
L'histoire du lieu est intimement liée au développement de l'industrie métallurgique dans la vallée de la Rulles. En effet, la présence abondante de bois (combustible), d'eau (force motrice) et de minerai d'alluvion en font une région prospère où de nombreux établissements voient le jour dès la fin du XVe siècle. Des villes comme Virton ou l'abbaye d'Orval fondent leur fortune sur cette industrie.
En 1607, Ferdinand d’Everlange installe la première forge au lieu-dit du Pont-d'Oye et la cède à Herman Trappé, créateur du domaine de la Trapperie à Habay-la-Vieille. Les forges sont ensuite reprises par Adam Régnier et ses héritiers jusqu'à leur acquisition en 1637 par Pierre du Moustier. Ce dernier concentre entre ses mains toute l'industrie sidérurgique du pays de Habay, soit une douzaine de forges et hauts fourneaux pour près de 500 ouvriers, rapportant plus de 12 000 florins brabant annuels. À la mort de Pierre du Moustier en 1642, sa veuve, Jeanne Petit, reprend le domaine et ses forges et obtient l'érection du domaine en seigneurie (1644). Elle fait également bâtir sur le domaine le premier château et ses dépendances, ainsi qu'une chapelle et un moulin. C'est sa fille, Ursule-Jeanne, épouse d'André de Montecuculli, qui reprend le domaine familial et le transmet, elle aussi, à sa fille, Jeanne-Ersille.

## Marquisat du Pont-d'Oye
Lorsque Jeanne-Ersille de Montecucculi — mariée à Jacques Raggi (frère du Cardinal) — arrive à la tête du domaine du Pont-d'Oye, la région fait partie des Pays-Bas méridionaux, alors sous domination espagnole ; c'est donc de Charles II d'Espagne qu'elle obtient l'affranchissement de toutes les charges ordinaires et extraordinaires (lettres patentes du 18 avril 1668) ainsi que l'érection de la seigneurie en marquisat (lettres patentes du 9 février 1669), devenant ainsi la première marquise du Pont-d'Oye. L'héritier de cette fortune, François-Laurent Raggi, se désintéresse de la gestion du marquisat et n'a d'ailleurs pas de descendance.
C'est Charles-Christophe du Bost-Moulin, fils du gouverneur de Béthune et filleul de François-Laurent Raggi, qui reçoit le domaine et le titre de marquis en héritage. Le 3 mai 1742, il épouse Louise-Thérèse de Lambertye, originaire du duché de Lorraine, qui devient la Marquise du Pont-d'Oye, figure quasi légendaire et objet de nombreux ouvrages. Les prétendues frasques de la jeune marquise ajoutées aux difficultés financières du domaine mènent le couple à la ruine et font de Charles-Christophe et Louise les derniers marquis du Pont-d'Oye.

## Transformation du domaine
Face à la pression de ses créanciers, le marquis du Pont-d'Oye reçoit l'autorisation exceptionnelle de l'impératrice Marie-Thérèse, de vendre une partie de ses terres, mais cela n'y suffira pas. En 1790, il cède au duc Guillaume de Looz-Corswarem les restes du domaine (forges, terres, château et dépendances) pour 60 000 écus, mais parvient à conserver son titre. 
L'invasion du Luxembourg par les troupes révolutionnaires françaises en 1794, donne lieu à un pillage et à la destruction du château, à l'exception du porche d'entrée abritant les écuries et les communs. En 1827, le baron de Vauthier de Baillamont, membre des États provinciaux, commissaire du district de Virton et gendre du duc de Looz-Corswarem, acquiert le Pont-d'Oye et entreprend la reconstruction du château. Repris par la Société des Hauts-Fourneaux du Luxembourg en 1837, il échoit ensuite à Constant d'Hoffschmidt, qui y installe ses papeteries. Ce dernier ajoute également les deux tours latérales du château actuel et réalise son aménagement intérieur. Arthur d'Hoffschmidt, héritier du domaine, s'en sépare au profit du baron Armand de Pitteurs Hiegaerts.

## Vocation littéraire du domaine
En 1932, le baron Pierre Nothomb, homme politique et homme de lettres, acquiert le Pont-d'Oye et y crée, outre un refuge familial (il a 13 enfants), un centre de rencontre et d’accueil pour les écrivains. Il y accumule également plus de 10 000 ouvrages touchant à des sujets divers, ainsi que les œuvres dédicacées de ses amis et de ses proches reçus au château (Francis James, Louis Pasteur Vallery-Radot, Emmanuel Mounier, Georges Bernanos, Roger Bodart et Marie-Thérèse Bodart, etc.). Très épris de cette région et du Pont-d'Oye, il demande à y être inhumé, à côté de l'un des étangs. Attachés à cette vocation littéraire, ses héritiers poursuivent encore les traditions qu'il a érigées et continuent à recevoir des écrivains au Pont-d'Oye et à y développer des évènements culturels. Quant à la collection de livres, elle a été versée à une fondation du nom de son créateur et a vocation à être mise à la disposition de tous.
Descendante du baron, la romancière Amélie Nothomb décrit le château du Pont d'Oye dans Le crime du comte Neville (Albin Michel, 2015), à la page 28. Et à la page 66, elle évoque une vicomtesse (fictive) du nom de Lambertye. Or, ce nom était le nom de jeune fille de la "dernière marquise du Pont d'Oye"! Et dans son livre Premier sang (Albin Michel, 2021), elle évoque bien davantage encore le Pont d'Oye, vendu par la famille en 2019, en parlant de l'enfance de son père Patrick, futur diplomate, et de son arrière-grand-père, l'homme politique et écrivain Pierre Nothomb.